# Ледоразбивач
Ледоразбивачът е специален вид кораб или друг плавателен съд, устроен да преминава през водни площи, покрити с лед. Ледоразбивачът е руско изобретение. Освен кораби съществуват и по-малки ледоразбивачи-лодки, като например тези използвани в каналите във Великобритания. Руският ядрен ледоразбивач „Арктика“ е първият кораб достигнал до Северния полюс на 17 август 1977 г.